# Liste der Monuments historiques in Othe
Die Liste der Monuments historiques in Othe führt die Monuments historiques in der französischen Gemeinde Othe auf.

## Liste der Objekte
| Bezeichnung                | Beschreibung                                                        | Standort                       | Kennzeichnung | Schutzstatus | Datum | Bild |
| -------------------------- | ------------------------------------------------------------------- | ------------------------------ | ------------- | ------------ | ----- | ---- |
| Skulptur Madonna von Orval | Eichenholz, farbig gefasst und vergoldet, Ende des 17. Jahrhunderts | in der Kirche St-Martin (Lage) | PM54001775    | Classé       | 1990  |      |